# Horst von Rom

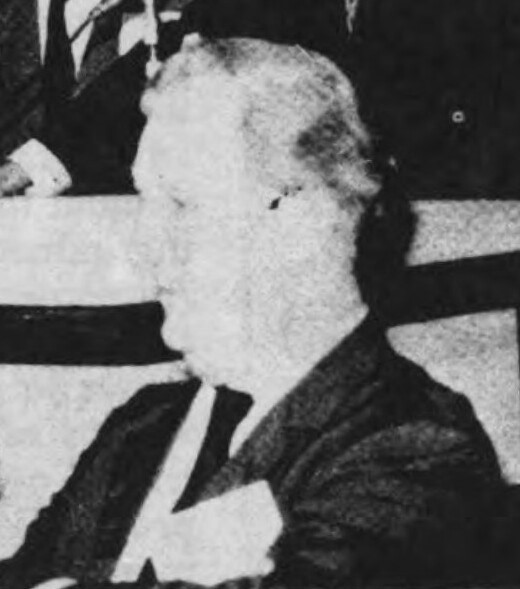
Horst von Rom

Horst von Rom (* 11. Mai 1909 in Heilbronn; † 23. Dezember 1991 in Madrid) war ein deutscher Botschafter.

## Leben
Er studierte Rechtswissenschaft, Staatswissenschaft, Sprachwissenschaft und Landeskunde Ostasiens. 1934 wurde er mit dem Thema Sicherungsverwahrung promoviert. Von 1935 bis 1937 arbeitete er als Rechtsanwalt. Von 1937 bis 1945 arbeitete er beim Forschungsamt. Von 1943 bis 1945 war er an das Auswärtige Amt abgeordnet.
Von 1945 bis 1953 betätigte sich von Rom als Rechtsanwalt und als Dozent an der Hochschule für Politik München. 1953 wurde er in den auswärtigen Dienst der Bundesrepublik Deutschland aufgenommen. 1956 verfasste er als Mitarbeiter des Protokollchefs Hans Berger, »Richtlinien für die Vorbereitung und Durchführung von Staatsbesuchen und Veranstaltungen«, in welchem er für Spalierfahrten von Staatsgästen im Cabrio, den Begriff Appell an die Schaulust prägte.
Er war an der „Deutschen Beratungsstelle für Wertpapierbereinigung in Salzburg“, wie die Vertretung der deutschen Regierung sich von 1945 bis 1959 nannte, akkreditiert. Er wurde an der Botschaft der Bundesrepublik in Santiago de Chile akkreditiert. 1957 wurde von Rom zum Legationsrat befördert. Von Juli 1962 bis 1965 war er Konsul in Atlanta. 1965 wurde er zum Botschaftsrat befördert. Von 1965 bis 1968 war er Botschafter in Bamako/Mali. Ab 12. November 1968 Botschafter in Saigon/Südvietnam.
Am 21. November 1970 legte von Rom mit Präsident Tran Thien Khiem den Grundstein für ein Schlachthaus in der Nähe der Binh Loi Brücke in der Gia-Định-Provinz. Das Schlachthaus wurde als wesentlicher Beitrag zur Entwicklung des Industrial Development Centers (IDC) gesehen, mit dem die Regierung der Bundesrepublik Deutschland die Nachfrage von Saigon nach frischem Rind- und Schweinefleisch befriedigen wollte. Die deutsche Bundesregierung unterstützte den Bau des Schlachthauses mit einem Darlehn über 13,5 Millionen Deutsche Mark Laufzeit 25 Jahre Zinssatz drei Prozent. Im Schlachthaus sollten 2.400 Schweine und 300 Ochsen täglich geschlachtet werden.
Vom 18. bis 19. August 1972 besuchte von Rom den Flugzeugträger Kitty Hawk. Zum Jahreswechsel 1972/1973 machte der US-Botschafter in Saigon, Ellsworth Bunker, einen ausgedehnten Weihnachtsurlaub. So wurde Horst von Rom Doyen auf dem Neujahrsempfang des Diplomatisches Corps von Nguyễn Văn Thiệu in Saigon und durfte die Neujahrsansprache halten.

„Die Invasion des kommunistischen Nordvietnams – bewies, dass die Kommunisten ihre Doktrin dem südvietnamesischen Volk aufzwingen und Nord- und Südvietnam gewaltsam vereinigen wollen.“

Anders als von der internationalen Presse gemeldet, habe Südvietnams Armee jedoch „brillante Siege“ errungen. Aber:

„Vietnam teilt das Leid aller geteilten Nationen, die ihre Erwartungen dem Frieden opfern müssen.“

Die Deutsche Botschaft in Saigon behauptete, von Rom sei von französischen und vietnamesischen Journalisten falsch zitiert worden. Der Bitte der Redaktion der Wochenzeitschrift Der Spiegel um den Wortlaut der Neujahrsansprache entsprach die Botschaft der Bundesrepublik Deutschland in Saigon nicht.

## Ehrungen
- 1968: Verdienstkreuz 1. Klasse der Bundesrepublik Deutschland
- 1975: Großes Bundesverdienstkreuz

## Veröffentlichungen
- Literatur von und über Horst von Rom im Katalog der Deutschen Nationalbibliothek
- Sicherungsverwahrung, 1934